# Hranice (Přerovi járás)
Hranice (történelmi magyar neve Morvafehértemplom, német neve Mährisch Weisskirchen) település Csehországban, Přerovi járásban. Hranice Potštát, Radíkov, Jezernice, Olšovec, Týn nad Bečvou, Ústí, Bělotín, Milenov, Klokočí, Lipník nad Bečvou, Opatovice, Paršovice, Střítež nad Ludinou, Teplice nad Bečvou, Černotín és Hrabůvka településekkel határos. Lakosainak száma 18 024 fő (2024. január 1.).

## Népesség
A település lakosságának változását az alábbi diagram mutatja:
| Lakosok száma | 6735 | 4967 | 9303 | 11 757 | 18 099 | 19 670 | 18 352 | 18 057 | 17 495 | 18 024 |
|               | 1869 | 1890 | 1921 | 1950   | 1980   | 2001   | 2017   | 2019   | 2022   | 2024   |